# Большая Анга
Большая Анга (в низовьях — Анга) — река в России, протекает по территории Качугского района Иркутской области. Длина реки 167 километров, площадь водосборного бассейна — 2540 км².
Начинается в осиново-сосновом лесу вблизи пади Карчикай юго-восточнее озера Тулон на высоте около 900 метров над уровнем моря. От истока течёт на запад по заболоченной тайге. В дальнейшем протекает вдоль южных склонов Чёрного хребта. Вблизи устья Турчи входит в населённую местность (по правому берегу, левый порос лиственничой и лиственнично-еловой тайгой). Пересекается мостами в Анге и Малых Голах. Впадает в Лену справа на расстоянии 3969 км от её устья на высоте 511 метров над уровнем моря на территории посёлка Качуг.
Ширина реки в низовьях — 25 метров, глубина — 80 сантиметров
Протекает через деревни Кузнецы, Дурутуй, Мыс, Тарай, село Анга, деревни Рыкова, Чептыхой, Малые Голы, Краснояр.

## Притоки
Объекты перечислены по порядку от устья к истоку.
- 18 км: Киркиник[2] (лв)
- 18 км: Куркунакский[2] (пр)
- 30 км: Малая Анга[2] (пр)
- 33 км: Курень[2] (лв)
- 35 км: Манкай[2] (пр)
- 71 км: Турча[8] (пр)
- 89 км: Мугулдай[7] (пр)
- 93 км: Моксон[7] (лв)
- 108 км: Пошка[7] (лв)
- 116 км: Солонжакит[7] (лв)

## Данные водного реестра
По данным государственного водного реестра России относится к Ленскому бассейновому округу, речной бассейн — Лена, водохозяйственный участок — Лена от истока до города Усть-Кут.
Код объекта в государственном водном реестре — 18030000112117100001063.